# EMAS (aéroport)
Pour les articles homonymes, voir EMAS.

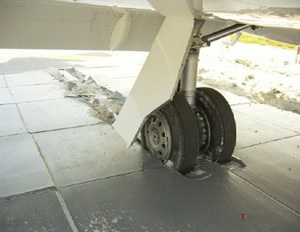

L'Engineered Material Arresting System ou EMAS (en français système d'arrêt en matériaux composites) est un dispositif d'arrêt d'urgence  placé en bout de pistes d'aéroport pour immobiliser les avions en cas de sortie de piste. Ce « lit d'arrêt » doit arrêter de manière non brutale sur une distance réduite, un avion en cas d'atterrissage manqué ou de décollage interrompu, sans risque de blessures pour l'équipage et les passagers et sans dégâts structurels sur l'avion.
Il en existe un depuis 1996 à l'aéroport John-F.-Kennedy à New York et l'aéroport de La Réunion-Roland-Garros est le premier à en avoir été équipé en France en 2017.